# Gavin McInnes
Gavin Miles McInnes (Hitchin, Hertfordshire, 17 juli 1970) is een Canadees journalist, cabaretier, schrijver, activist en presentator. Hij is vooral bekend van zijn extreemrechtse politieke activisme. Hij is presentator van de podcast Get Off My Lawn.
McInnes is oprichter van de extreemrechtse organisatie Proud Boys.

## Jeugd
McInnes werd geboren in Hitchin in Hertfordshire (Engeland), als kind van twee Schotse ouders. Toen hij vier jaar was, emigreerde het gezin naar Canada, waar zijn vader ging werken als ingenieur voor de opkomende tech-industrie. Als tiener speelde hij in een punkband, The Anal Chinook.

## Carrière
McInnes is medeoprichter van Vice Media. Tijdens zijn tijd bij Vice heeft hij de hipstercultuur sterk gepromoot. Hij is in 2008 uitgekocht door de 2 andere medeoprichters van Vice. De uitkoopsom is nooit officieel vastgesteld, maar volgens McInnes zelf ligt het rond de 50 miljoen USD.